# Life in Technicolor II
«Life in Technicolor II» —en español: «La vida en tecnicolor dos»— es un sencillo promocional de la banda británica Coldplay, perteneciente al EP del año 2008 Prospekt's March. Este es principalmente la versión vocal completa de una canción instrumental del cuarto álbum de estudio, Viva la Vida or Death and All His Friends. El sencillo oficial fue lanzado el 2 de febrero de 2009 como vinilo de 7" y descarga digital. El sencillo incluye un tema inédito en su lado B,  «The Goldrush», una de las pocas canciones del grupo que tienen al baterista Will Champion como voz principal.
«Life in Technicolor II» fue nominada a dos Premios Grammy el año 2010, en la categoría mejor interpretación rock de un dúo o grupo con vocalista y como mejor video musical de formato corto.
La canción comienza con un loop consistente en el sonido de un yangqin (instrumento de origen asiático) junto a un instrumento de percusión. El loop se repite a través de los versos y parte del coro.

## Video musical

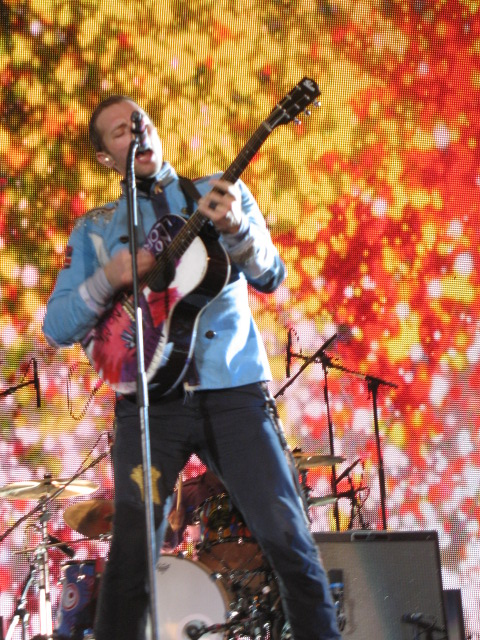
Chris Martin interpretando "Life In Technicolor II" en el Parque Simón Bolívar de Bogotá, Colombia.

El video musical se estrenó el 20 de enero de 2009 en 4Music y Channel 4. El clip comienza mostrando a unos niños que están sentados viendo un teatro de marionetas en un evento de caridad. De pronto, los títeres de guante desaparecen y entran dos marionetas que tocan un yangqin y un instrumento de percusión, este es el loop que se repite a través de la canción. Luego comienzan a entrar las marionetas de los miembros de la banda, que comienzan a cantar la canción usando como escenario la cabina del titiritero. Sin embargo, el espectáculo de títeres es cada vez más extravagante a manera que el video continúa: el escenario se expande, se lanzan fuegos artificiales y Chris Martin hace crowd surfing sobre los niños. Al finalizar la canción, los miembros de la banda suben a un pequeño helicóptero que sale del lugar rompiendo una ventana, antes de esto, la marioneta de Will Champion le lanza sus baquetas a una niña que les reconoce.
El director del video fue Dougal Wilson. El video de "Life in Technicolor II" fue nominado en la categoría de Mejor Dirección Artística Vídeo y Mejores Efectos Visuales en los UK Music Video Awards 2009. También fue nominado en la categoría Mejor Video Musical de Formato Corto en los Premios Grammy.